# Jastrun

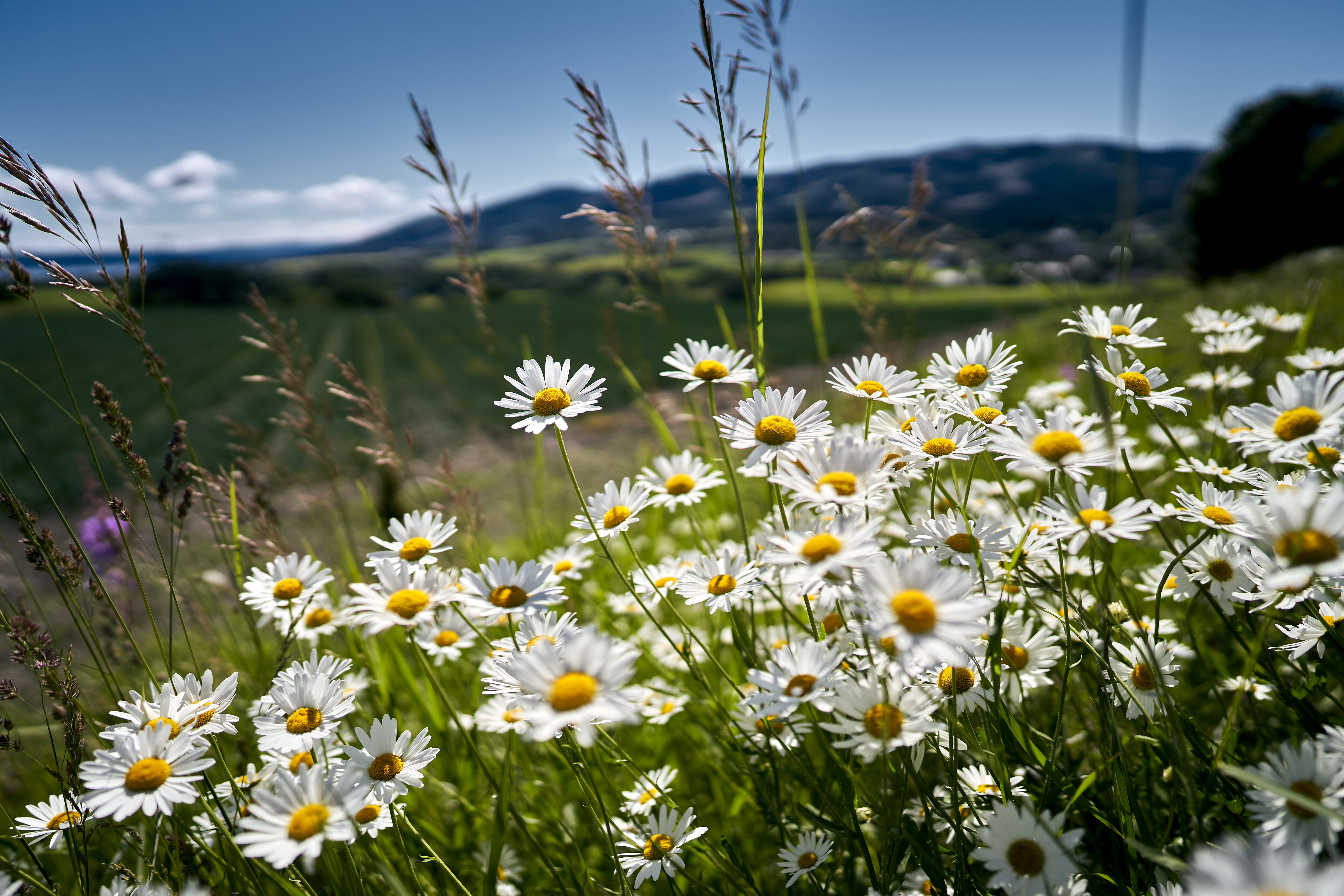
Jastrun pospolity

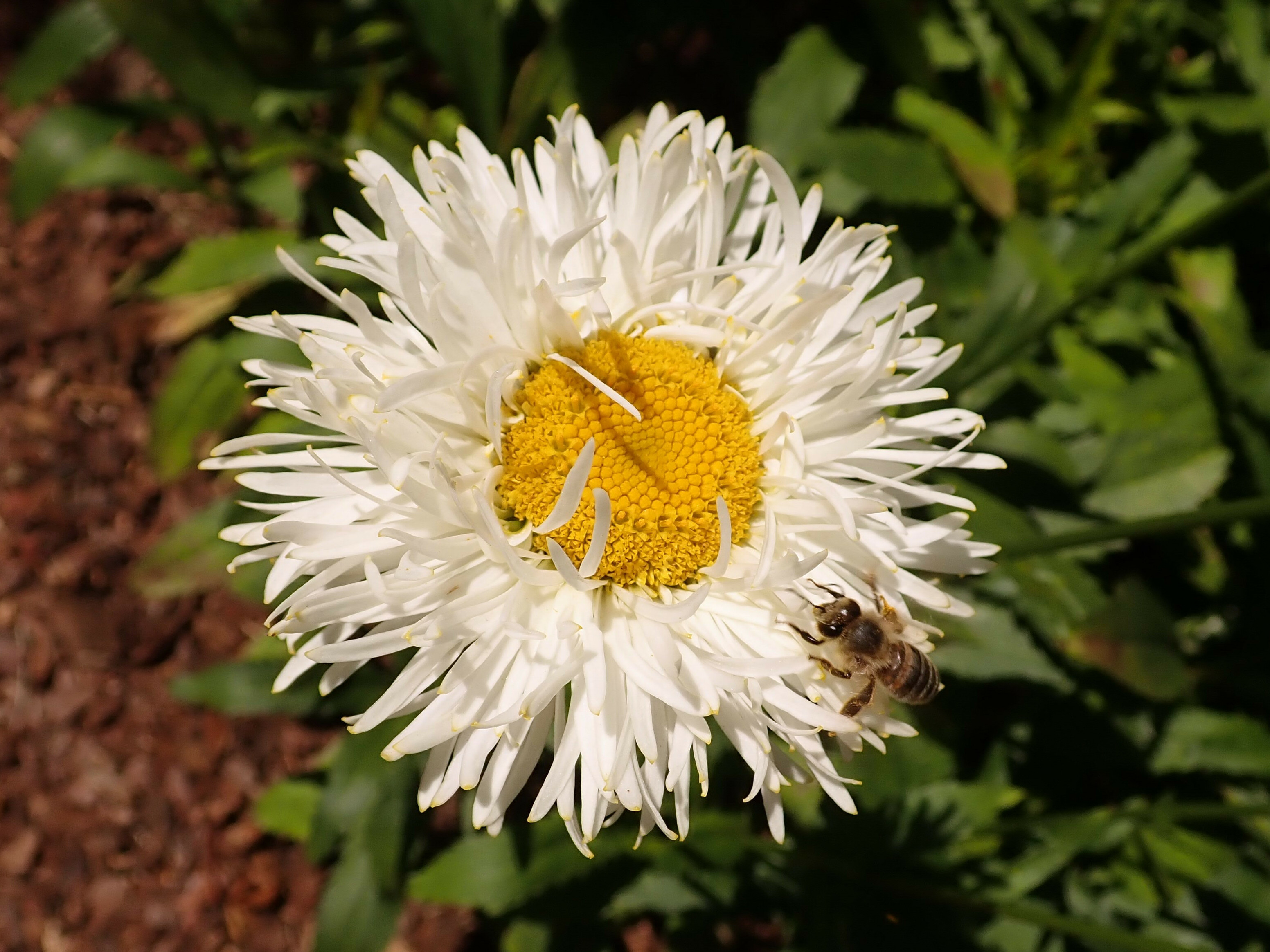
Kwiatostan jastruna wspaniałego odmiany 'Diener′s Exhibition Double'

Jastrun (Leucanthemum Mill.) – rodzaj roślin należący do rodziny astrowatych. Należy do niego 48 gatunków. Rośliny te występują w całej Europie i w północnej Azji (na południu po Uzbekistan i Iran). Najbardziej zróżnicowane są na obszarach górskich. Poza pierwotnym zasięgiem rośliny te rosną rozprzestrzenione na wszystkich kontynentach z wyjątkiem Antarktydy.
W Polsce w naturze występują co najmniej cztery gatunki: jastrun właściwy L. vulgare, górski L. adustum, okrągłolistny L. rotundifolium i zapoznany L. ircutianum, ewentualnie pięć w przypadku podniesienia do rangi gatunku jastruna alpejskiego L. gaudinii.
Rośliny z tego rodzaju uprawiane są jako ozdobne (zwłaszcza jastrun wspaniały L. × superbum – prawdopodobnie mieszaniec L. maximum i L. lacustre). Jastrun właściwy L. vulgare wykorzystywany jest także jako roślina lecznicza i jadalna.

## Morfologia
PokrójRośliny jednoroczne i byliny osiągające zwykle do 40–130 cm (rzadko do 200 cm) wysokości, rozrastające się kłączowo, stąd często o pokroju kępiastym. Łodygi zwykle pojedyncze, rozgałęzione lub nie, są prosto wzniesione, nagie lub owłosione.
LiścieSkrętoległe, pojedyncze, skupione u nasady pędu lub także rozmieszczone wzdłuż łodyg. Ząbkowane lub klapowane i bez zapachu, nagie lub skąpo owłosione.
KwiatyZebrane w pojedyncze koszyczki lub w luźne kwiatostany złożone składające się z kilku koszyczków. Okrywy półkuliste do talerzykowatych o średnicy od nieco ponad 1 cm do kilku cm. Listki okrywy w liczbie kilkudziesięciu, ułożone w kilku rzędach, na brzegach obłonione. Dno koszyczka wypukłe, bez plewinek. Brzeżnych kwiatów języczkowych jest od kilkunastu do kilkudziesięciu, języczek ich korony jest równowąski lub jajowaty, biały, często różowiejący podczas zasychania. Kwiaty te są żeńskie i płodne. Wewnątrz koszyczków znajdują się liczne (ponad 120), obupłciowe i płodne kwiaty rurkowate o żółtych koronach.
OwoceJajowate lub walcowate niełupki pozbawione puchu kielichowego.

## Systematyka
Homonimy taksonomiczne
Leucanthemum J. Burman ex O. Kuntze = Osmitopsis Cassini
Pozycja systematyczna
Rodzaj z podplemienia Leucantheminae, plemienia Anthemideae, podrodziny Asteroideae z rodziny astrowatych Asteraceae.
Wykaz gatunków
- Leucanthemum adustum (W.D.J.Koch) Gremli – jastrun górski
- Leucanthemum aligulatum Vogt
- Leucanthemum × aramisii Flor.Wagner, Vogt & Oberpr.
- Leucanthemum × athosii Flor.Wagner, Vogt & Oberpr.
- Leucanthemum atratum (Jacq.) DC. – jastrun ciemny
- Leucanthemum burnatii Briq. & Cavill.
- Leucanthemum cacuminis Vogt, Konowalik & Oberpr.
- Leucanthemum catalaunicum Vogt
- Leucanthemum chloroticum Kern. & Murb. ex Murb.
- Leucanthemum coronopifolium Vill.
- Leucanthemum corsicum (Sieber ex Less.) DC.
- Leucanthemum × corunnense Lago
- Leucanthemum cuneifolium
- Leucanthemum delarbrei Timb.-Lagr.
- Leucanthemum eliasii (Sennen & Pau) Vogt, Konowalik & Oberpr.
- Leucanthemum esterellense (Briq. & Cavill.) Vogt, Konowalik & Oberpr.
- Leucanthemum favargeri Vogt
- Leucanthemum gallaecicum Rodr.Oubiña & S.Ortiz
- Leucanthemum gaudinii Dalla Torre – jastrun alpejski
- Leucanthemum glaucophyllum (Briq. & Cavill.) Jahand.
- Leucanthemum gracilicaule (Dufour) Pau
- Leucanthemum graminifolium (L.) Lam.
- Leucanthemum halleri (Suter) Polatschek
- Leucanthemum heterophyllum (Willd.) DC.
- Leucanthemum illyricum (Horvatic) Vogt & Greuter
- Leucanthemum ircutianum DC. – jastrun zapoznany
- Leucanthemum laciniatum Huter, Porta & Rigo
- Leucanthemum lacustre (Brot.) Samp.
- Leucanthemum legraeanum (Rouy) B.Bock & J.-M.Tison
- Leucanthemum ligusticum Marchetti, R.Bernardello, Melai & Peruzzi
- Leucanthemum lithopolitanicum (E.Mayer) Polatschek
- Leucanthemum maestracense Vogt & F.H.Hellw.
- Leucanthemum × marchii Konowalik, Vogt & Oberpr.
- Leucanthemum maximum (Ramond) DC. – jastrun wielki
- Leucanthemum meridionale
- Leucanthemum monspeliense (L.) H.J.Coste
- Leucanthemum montserratianum Vogt
- Leucanthemum pachyphyllum Marchi & Illum.
- Leucanthemum pallens (J.Gay ex Perreym.) DC.
- Leucanthemum × pawlowskii Piekos
- Leucanthemum platylepis Borbás
- Leucanthemum pluriflorum Pau
- Leucanthemum × porthosii Flor.Wagner, Vogt & Oberpr.
- Leucanthemum pseudosylvaticum (Vogt) Vogt & Oberpr.
- Leucanthemum pyrenaicum Vogt, Konowalik & Oberpr.
- Leucanthemum rohlenae (Horvatic) Vogt & Greuter
- Leucanthemum rotundifolium DC. – jastrun okrągłolistny, j. Waldsteina
- Leucanthemum subglaucum De Laramb.
- Leucanthemum × superbum (Bergmans ex J.W.Ingram) – jastrun wspaniały
- Leucanthemum sylvaticum (Brot.) Nyman
- Leucanthemum tridactylites (A.Kern. & Huter ex Porta & Rigo) Bazzich.
- Leucanthemum valentinum Pau
- Leucanthemum virgatum (Desr.) Clos
- Leucanthemum visianii (Gjurain) Vogt & Greuter
- Leucanthemum vulgare Lam. – jastrun właściwy

## Zastosowanie
Niektóre gatunki są uprawiane jako rośliny ozdobne. Najczęściej uprawiane są jastrun wielki i jastrun właściwy, które są bylinami. Popularnie nazywane są margaretkami. Są łatwe w uprawie, nie mają specjalnych wymagań glebowych i są w pełni mrozoodporne. Najłatwiej rozmnażać je przez podział bryły korzeniowej późną jesienią lub wczesną wiosną. Można też rozmnażać je z nasion lub przez sadzonki. Po przekwitnięciu kwiatostany ścina się, a jesienią przycina całe rośliny tuż przy ziemi. Na wiosnę odnawiają się z podziemnych kłączy.